# Tvornica Zsolnay
Tvornica Zsolnay, mađarska tvrtka iz Pečuha, poznata po svojoj keramici i porculanu. Zsolnayeva keramika i porculan poznati su po umjetničkoj izradi i tehnici u bojama.
Sredinom 19. stoljeća počela je raditi tvornica. Pokrenuta je 1853. godine. Bila je to mala radionica i manufaktura.
U proizvodnju i osmišljavanje tehnika i dizajna bila uključena cijela obitelj Zsolnay. Isprve je tvornica proizvodila samo keramiku ali ne i porculan. Tvornica je u narednom razdoblju imala zlatne dane.
Izrasli su u svjetskog keramičarskog diva u vrijeme Austro-Ugarske. Svugdje po Pečuhu se vidi bogata ostavština Zsolnayeva rada. Do kraja 19. stoljeća tvornica se bavila svim granama proizvodnje keramike. Proizvodili su uporabne predmete, ukrasne posude, podne pločice, peći i osobito građevinske elemente za kojima je onda bila velika potražnja zbog izgradnje Austro-Ugarske Monarhije. Robna marka Zsolnay tad je bila svjetski poznata. Na području građevine Zsolnayi izumili su pirogranit, kojim je mijenjan klesani kamen. Pirogranit je postao dijelom mađarske secesije, tada vrlo modernom. U svezi s njom je tehnika eozin. Eozin je jedan od ishoda Zsolnayevih pokusa. Najpoznatiji je izum Vilmosa Zsolnaya (u. 1900.). Eozin je tehnika koja predmetima daje poseban smanjeni sjaj, a postupak te tehnika je i danas tajna.
Tvornicu su gradila četiri naraštaja obitelji Zsolnay, počevši s Vilmosem. Nastavile su njegova djeca, kćeri Terezom i Julijom, sin Miklósem pa dalje ostali. Obiteljska manufaktura originalne unikatne keramike i njihov obiteljski dom razvijao se. Poslije Drugoga svjetskog rata postala je gotovo ruševina. 80-ih godina 20. stoljeća europska je i time mađarska industrija keramike zapala u krizu. Zbog smanjene potražnje, bili su veliki rezovi radnih mjesta. Od 2.000 radnika iz vremena krize 1980-ih, ostalo je danas oko 200. Puno je tvorničkih zgrada ostalo prazno. Da bi se sačuvalo veliki tvornički kompleks od propadanja, posegnuli su za svjetskim trendom, da se napuštena industrijska zdanja ponovne nasele i daju im novi sadržaj. Opstanak tvorničkog kompleksa riješili su otvaranjem Kulturne četvrti Zsolnay. Tako je na mjestu nekadašnjeg tvorničkog kompleksa nedavno izrasla kulturna četvrt Zsolnay, u vrijeme kada je Pečuh proglašen europskom prijestolnicom kulture 2010. godine. Sasvim je obnovljen tvornički kompleks. Proizvodnju su ostavili izvan Kulturne četvrti, a u četvrti su manje radionice za lijevanje bronce i keramike, brojni izložbeni prostori, galerija suvremene umjetnosti, igraonice, stara je tvornica preuređena u atelje, u tvorničkoj hali je velika knjižnica. Sastavni dio projekta je Sveučilišna četvrt koju s ostalim dijelom Kulturne četvrti povezuje pješački most. Tijekom priprema oko projekta Pečuh - Europska prijestolnica kulture, rodila se ideja da bi trebalo „probuditi“ suradnju tvornice porculana Zsolnay i suvremene likovne umjetnosti te industrijskog dizajna. U prošlosti je tvornica Zsolnay njegovala je i poticala suvremene pristupe, pa su surađivali svjetski poznata imena poput mađarskog secesijskog umjetnika Rippl Ronai Jozefa i njegovog učenika pečuškog likovnog umjetnika Martyn Ferenca, sve do svjetski poznatog op-art majstora rođenog u Pečuhu Viktora Vasarelyja. Deset vrhunskih umjetnika je 2008. godine temeljeći se na staroj Zsolnayevoj tehnici stvorilo niz originalnih i unikatnih suvremenih djela prilagođenih masovnoj proizvodnji i praktičnoj uporabi. Od prvog Zsolnaijevog međunarodnog simpozija keramike do danas stvarana su sve suvremenija tematsko-tehnološka i idejna rješenja, koja se predstavili na završnoj zajedničkoj izložbi. Uspjeh je postignu, i robna marka Zsolnay je ostala, opstala i obogaćena suvremenim autorskim pristupom.
Život tvorničkom kompleksu udahnuli su novi sadržaji. Istaknute su dvije velike privatne zbirke, Zbirka Gyugi, koju je darovao gradu mađarski emigrant iz SAD László Gyugyi koji je kad je Pečuh postao prijestolnica kulture dogovorio da će zbirku od 600 predmeta darovati gradu. Domovini se odužio prikupivši krasne primjerke Zsolnayeve ukrasne keramike iz različitih razdoblja. Zbirka je smještena u vili Julije Zsolnay i njezina supruga Poljaka Tadea Sikorskoga, graditelja.
Druga zanimljiva zbirka je zbirka uporabnih predmeta ružičaste glazure, što je onda bila neuobičajena boja za glazuru. Zsolnayeva četvrt fantastičan je spoj indutrijske i kulturne baštine i izgledom sliči Gaudijev dio Barcelone ili Hindertwasserov dio Beča.
Vrijedne predmete od ove keramike i porculana čuva je u najstarijem pečuškom muzeju, Muzeju Zsolnay, i u Kulturnoj četvrti Zsolnay. Tvornica i danas radi. U njoj se danas proizvode unikatni komadi i za restauraciju starih građevina. Za proizvesti pojedine skupocjene predmete treba nekoliko tjedana mukotrpnog rada.